# Ніде не щільна множина
В топології множина {\displaystyle A} топологічного простору {\displaystyle (X,\tau )} називається ніде не щільною тоді і тільки тоді, коли множина внутрішніх точок її замикання є порожньою:
{\displaystyle \operatorname {int} \;\operatorname {cl} \;A=\emptyset }.
Інакше кажучи множина не є щільною в жодному околі простору {\displaystyle X}.

## Лема
Множина {\displaystyle A\subseteq X} є ніде не щільною в {\displaystyle X} тоді і тільки тоді, коли в кожній непустій відкритій множині {\displaystyle U} можна знайти непусту відкриту множину {\displaystyle V}, що не перетинається з {\displaystyle A} (тобто {\displaystyle V\subseteq U\setminus A}).

## Властивості
- Сім'я {\displaystyle {\rm {NWD}}(X)} всіх ніде не щільних множин простору {\displaystyle X} утворюють ідеал підмножин {\displaystyle X}, тобто

якщо {\displaystyle A,B\in {\rm {NWD}}(X)}, то {\displaystyle A\cup B\in {\rm {NWD}}(X)},
якщо {\displaystyle A\in {\rm {NWD}}(X)} і {\displaystyle B\subseteq A}, то {\displaystyle B\in {\rm {NWD}}(X)},
{\displaystyle X\notin {\rm {NWD}}(X)}.
- Якщо {\displaystyle A\subseteq Y\subseteq X} і {\displaystyle A} є ніде не щільною в {\displaystyle Y} ( {\displaystyle A\in {\rm {NWD}}(Y)}, де топологія в {\displaystyle Y} успадкована від  {\displaystyle X}), тоді {\displaystyle A\in {\rm {NWD}}(X)}.
- Нехай {\displaystyle A\subseteq Y\subseteq X} і {\displaystyle Y} щільною підмножиною в {\displaystyle X}. Тоді {\displaystyle A\in {\rm {NWD}}(X)} тоді і тільки тоді, коли {\displaystyle A\in {\rm {NWD}}(Y)}.
- Множина {\displaystyle A} є ніде не замкнутою тоді і тільки тоді, коли її замикання є ніде не щільною множиною. Таким чином кожна ніде не щільна множина міститься в деякій замкнутій ніде не щільній множині.
- Замкнута ніде не щільна множина є границею відкритої множини.